# Бержу
Бержу (фр. Berjou) насеље је и општина у северној Француској у региону Доња Нормандија, у департману Орн која припада префектури Аржантан.
По подацима из 2011. године у општини је живело 480 становника, а густина насељености је износила 54,42 становника/km². Општина се простире на површини од 8,82 km². Налази се на средњој надморској висини од 200 метара (максималној 257 m, а минималној 58 m).

## Демографија
| 1962. | 1968. | 1975. | 1982. | 1990. | 1999. | 2011. |
| ----- | ----- | ----- | ----- | ----- | ----- | ----- |
| 446   | 473   | 522   | 535   | 525   | 508   | 480   |

График промене броја становника у току последњих година